# 五十嵐あぐり
五十嵐 あぐり（いがらし あぐり、1975年4月12日 - ）は、日本の漫画家・イラストレーター。女性。血液型はO型。
デビュー時及びデビュー前（『ドラゴンマガジン』（富士見書房）の巻末投稿コーナーの常連だった）のペンネームは曾我晃生（そが あきお）で、デビュー後の一時期は曾我あきおのペンネームを使用していた。自画像キャラクターはタヌキ。

## 活動履歴
1995年、「矢織見参!!」でエニックス（現：スクウェア・エニックス）21世紀マンガ大賞入選、『フレッシュガンガン』（現在の『月刊ガンガンWING』）1995年秋号で同作品によりデビュー。その後、同社刊『月刊少年ガンガン』の『ドラゴンクエスト4コママンガ劇場』での作品発表を経て『月刊少年ギャグ王』1996年2月号より『金科玉条!? お花守』（曾我あきお名義）を連載するが、1年後の1997年1月号をもって連載終了（単行本全2巻）。その後はゲーム4コマやゲームアンソロジーコミックの原稿を不定期に描いていた。
2004年Vol.1（創刊号）より2010年Vol.18まで、『ヤングガンガン』にて『BAMBOO BLADE』（原作：土塚理弘）を連載（単行本全14巻）。2011年からは『月刊少年ガンガン』にて『咲-Saki-阿知賀編 episode of side-A』（原作：小林立）を連載。

## 人物
- 兵庫県在住。本人曰く田舎であるらしく、それがアシスタントの応募が来ない原因となっている。
- 影響を受けた漫画家は鳥山明。
- 『BAMBOO BLADE』初期までは口や瞳を大きく描くなど、少女漫画風な絵柄が特徴であった。非常に癖のある画のため、本人も公式サイトで自虐するほどであった。その後、『BAMBOO BLADE』連載が進むにつれ現代的な萌え絵風な絵柄に変化していった[要出典]。
- 弟が2人いる。上の方の弟（通称：弟S）は既婚。また、デビュー時から「弟と遊ぶ」事が趣味であると明言している。作者公式サイトの日記では下の方の弟が度々出ており、姉弟仲は良い模様。弟の名前は過去作品にも登場している。
- 『BAMBOO BLADE』連載中は募集をしているにもかかわらず、主に勤務地のせいでアシスタントが連載開始時から2年以上と長期間居なかったため、度々日記等で（特に自虐的な方向で）ネタにしていた事があった。後にアシスタントを1名採用し、Macintoshでの線画の修正やトーン貼り等の作業を行っていたが、その後2008年秋に念願の背景アシスタントを2名採用した。アシスタント採用前は簡単な作業を自身の父親に手伝って貰っており、採用された現在もアシスタントと一緒に作業をして貰っている。
- 公式サイトのプロフィールでは誕生年が不明となっている為、読者から年齢をネタにされることが多い。特に誕生日である毎年4月12日には年齢を尋ねる読者からのコメントが送られ、2006年の誕生日には担当編集者にすらネタにされた。一度自身のホームページにて女性ティーンズ雑誌『セブンティーン』を10歳サバを読んで購入していると発言したことがある。
- 21世紀マンガ大賞の授賞式上での飯田義弘（当時『月刊少年ギャグ王』編集者。現：マッグガーデン）が自己紹介をしたところ「ああ、あの暴言を吐く人」と言ってしまった（経緯は飯田及び『うめぼしの謎』の記事を参照）。
- 『BAMBOO BLADE』の単行本収録のオマケ漫画にて、「キャラクターのスリーサイズを教えてください」という質問に対して公表を拒否したが、エロネタ等を毛嫌いしてるわけではなく、『メガミマガジン』（学研パブリッシング）で『BAMBOO BLADE』のポスターが登場した時は日記でネタにしていた。
- 大のタヌキ好きで、自画像に使用している。「曾我あきお」からペンネームを変更する際、ペンネームにタヌキを入れようとまで考えたほど。

## 漫画作品

### 連載
- 金科玉条!? お花守（『月刊少年ギャグ王』1996年2月号 - 1997年1月号、全2巻） ※曽我あきお名義
- BAMBOO BLADE（作画担当、原作：土塚理弘、『ヤングガンガン』2004年Vol.1〈創刊号〉 - 2010年Vol.18、全14巻）
- 咲-Saki-阿知賀編 episode of side-A（作画担当、原作：小林立、『月刊少年ガンガン』2011年9月号 - ）
- シノハユ the dawn of age（作画担当、原作：小林立、『月刊ビッグガンガン』2013年Vol.10 - ）
- ゆるすいんぐ（作画担当、原作：さらぞう、『月刊ビッグガンガン』2024年Vol.07[2] - ）

### 読み切り
- CRIMSON Hearts 紅備えの系譜（『ガンガン戦-IXA-』2010年冬の陣）
- ナミダと夕日と遠くない日（『STAR DRIVER 輝きのタクト アンソロジー』）
- ピースのおしごと（原作：くぼたまこと、『増刊ヤングガンガンビッグ』Vol.01）
- もののける（『月刊コミック電撃大王』）

## イラスト
- 真田十勇士（ガンガン戦-IXA-、2009年冬の陣）
- STAR DRIVER 輝きのタクト アンソロジー
- STAR DRIVER 輝きのタクト 第5話エンドカード（TOKYO MX放送版）